# Аргуново (Зарайский район)
|год переписи             = 2010
|плотность                =
|агломерация              =
|национальный состав      =
|конфессиональный состав  =
|этнохороним              =
|почтовый индекс          = 140613
|почтовые индексы         =
|телефонный код           = 49666
|автомобильный код        = 
|цифровой идентификатор   = 46216834002
|цифровой идентификатор 2 = 46616428106	
|сайт                     =
}}
Аргуново — деревня в Зарайском районе Московской области в составе муниципального образования сельское поселение Машоновское (до 29 ноября 2006 года входила в состав Протекинского сельского округа), деревня связана автобусным сообщением с райцентром и соседними населёнными пунктами.

## Население
| 2002 | 2006 | 2010 |
| ---- | ---- | ---- |
| 1    | →1   | →1   |

## География
Аргуново расположено в 14 км на север от Зарайска, по правому берегу реки Осётр, высота центра деревни над уровнем моря — 163 м.

## История
"Пустошь что была деревня Аргуново, Калемино тож на речке на Калмане" Перевицкого стана впервые упоминается в рязанской писцовой книге 1594-1597 гг. за помещиками: Василием Михайловым сыном Есипова, Яковом Родионовым сыном Веселкина и Иваном Тимофеевым сыном Кобузева. До них деревня была в поместьях за: Петром Власьевым, Иларионом Тимофеевым сыном Кобузева, Василием Ненашевым сыном Кондырева, Иваном, Семеном и Григорьем Власьевыми. 
В 1629 году, как «земля Володимера Немтинова да Ивана Есипова да Бориса Веселкина». В 1858 году в деревне числилось 40 дворов и 175 жителей, в 1884 году — 244 жителя, в 1906 году — 45 дворов, 337 жителей. В 1932 году был образован колхоз им. Третьего решающего года пятилетки, с 1950 года — в составе колхоза «Слава героям», с 1960 года — в составе совхоза «Вперёд к коммунизму». До 1954 года — центр Аргуновского сельсовета.